# خانه حسینی عشقی
خانه حسینی عشقی مربوط به دوره قاجار است و در شیراز، کوچه سرباغ، پلاک ۲۷ واقع شده و این اثر در تاریخ ۱۰ خرداد ۱۳۸۲ با شمارهٔ ثبت ۸۷۲۰ به‌عنوان یکی از آثار ملی ایران به ثبت رسیده است.